# Yakiniku

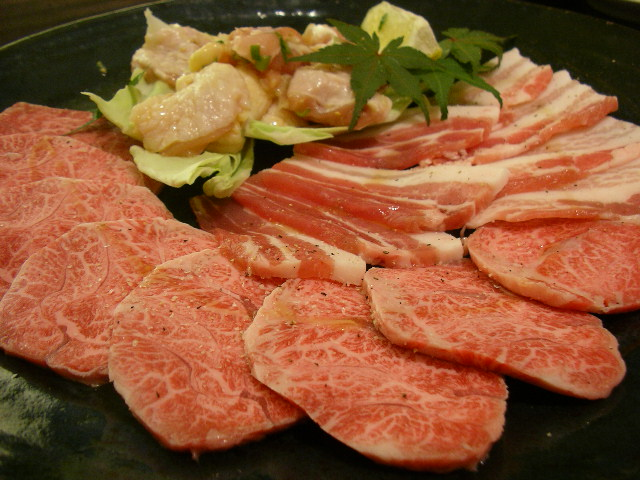
Verschiedene Arten Fleisch für Yakiniku.

Yakiniku (jap. 焼(き)肉, dt. „gegrilltes Fleisch“) bezeichnet die Technik, Fleisch auf einem Grill nach japanischer Art zuzubereiten.

## Ursprünge und Verbreitung

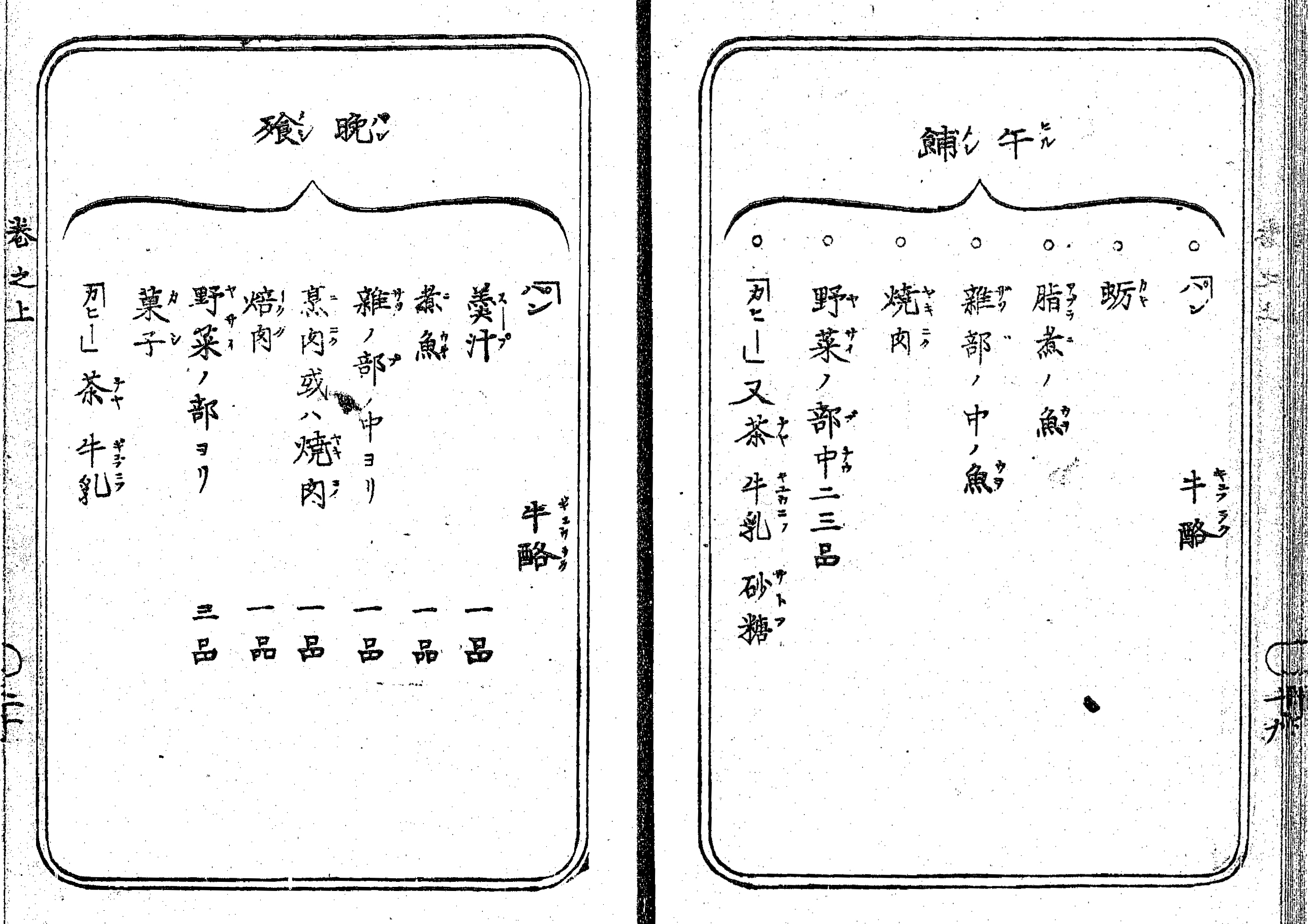
Das westlich inspirierte Menü im Seiyō Ryōri Shinan (1872) empfiehlt zum Frühstück ein kaltes Fleischgericht, Yakiniku zu Mittag und ein weiteres Yakiniku-Gericht mit gedünstetem oder gegrilltem Fleisch zum Abendessen.

Japan weist eine lange Geschichte von wiederkehrenden offiziellen Verboten des Fleischkonsums auf. Erst im Zuge der Meiji-Restauration wurde 1871 mit der Absicht, sich mehr westliche Gewohnheiten anzunähern, das Verbot für alle Gesellschaftsschichten endgültig aufgehoben und Fleisch fand weite Verbreitung im Speiseplan der Japaner. Der Tenno (Kaiser) Meiji trieb die Kampagne für Fleischgenuss höchstpersönlich an, indem er öffentlich am 24. Januar 1873 Rindfleisch aß. Aus dieser Zeit stammte die Terminologie, die man 1872 im damals berühmten Kochbuch Seiyō Ryōritsu (西洋料理通, etwa: Handbuch für westliche Küche) von Kanagaki Robun sowie dem im gleichen Jahr erschienenen Seiyō Ryōri Shinan (西洋料理指南, etwa: Einführung in die westliche Küche) von Keigakudō Shujin die Begriffe für Grillfleisch und Steak mit yakiniku (焼肉) und iriniku (焙肉) übersetzte. Später wurde allerdings der Begriff für „Steak“ durch das Lehnwort suteki ersetzt.

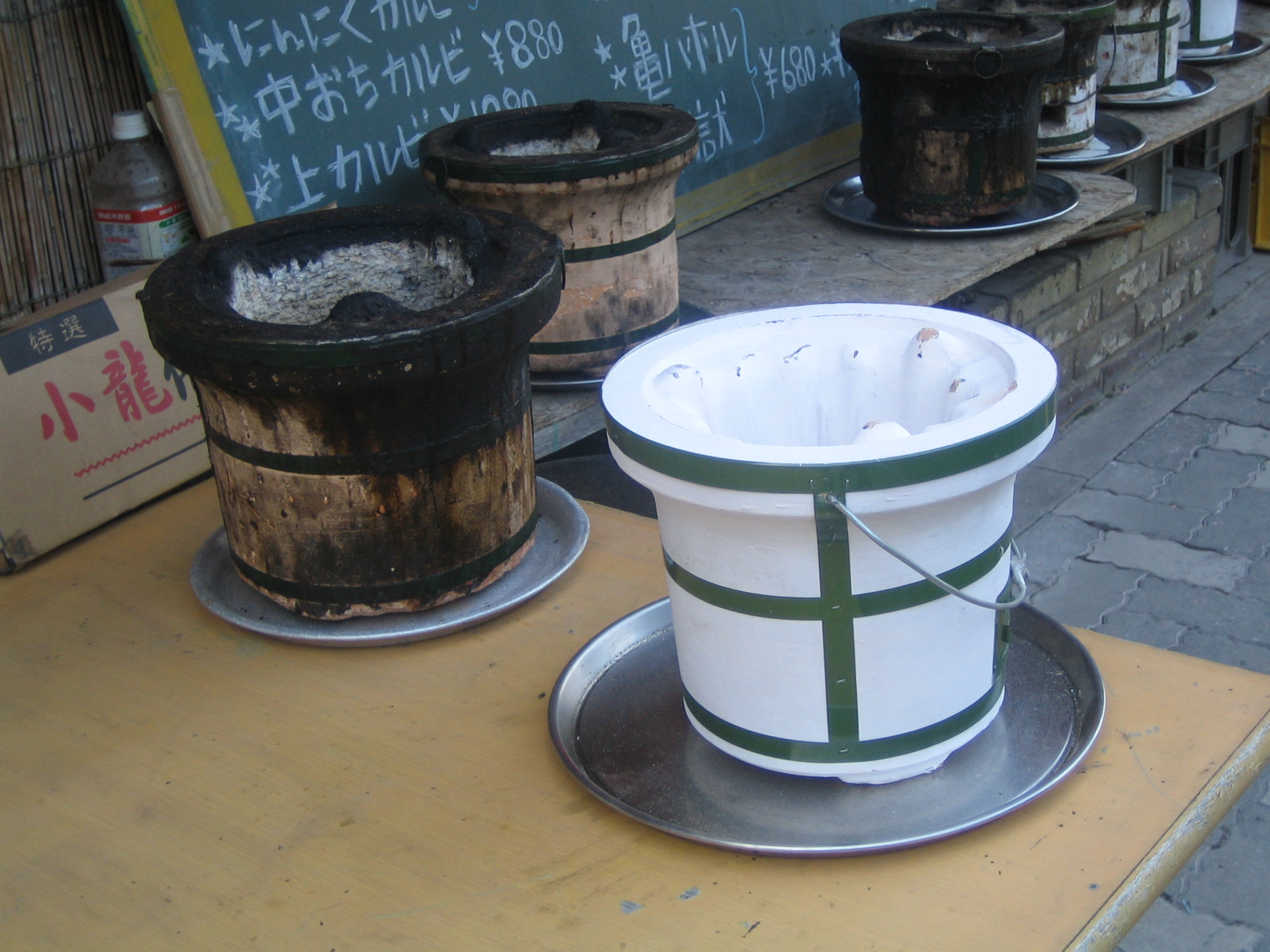
Ein Shichirin, der klassische kompakte Barbecue-Grill in Japan.

Das klassische Yakiniku wurde anfänglich deutlich von den koreanischen Gerichten Bulgogi und Galbi beeinflusst und verbreitete sich in Japan im 20. Jahrhundert während der Shōwa-Zeit nach Ende des Zweiten Weltkrieges. Manche Quellen streiten dies ab und verweisen auf eine primär japanisch inspirierte Entstehung, andere hingegen argumentieren, dass sehr wohl ursprünglich koreanische Gerichte modifiziert und somit an den japanischen Gaumen angepasst worden waren. In speziellen Restaurants (horumonyaki, ホルモン焼き) wurde dieses Grillfleisch serviert, oftmals auch unter dem Namen chōsen ryōri (朝鮮料理, im Sinne von „koreanischer Küche“). Nach Teilung der koreanischen Halbinsel im Zuge des Koreakrieges wurden Änderungen der Nomenklatur vorgenommen, da viele dem Süden gegenüber wohlgesinnte Lokale nun vielmehr die kankoku ryōri (韓国料理, „südkoreanische Küche“) ausschrieben, da der Begriff chōsen bzw. kita chōsen des alten, ungeteilten Korea nun von Nordkorea beansprucht wurde. Schließlich fasste man politisch korrekt alle Restaurants unabhängig von der jeweiligen Zuordnung unter yakiniku restaurant zusammen.
Zur weiteren Steigerung der Beliebtheit von Yakiniku trugen belüftete Grillsysteme (wie z. B. von der Firma Shinpo Co. im März 1980 auf den Markt gebracht) bei, da man nun in den Restaurants ohne die Belästigung durch Rauch speisen konnte, was zu einem Kundenansturm führte. Als 1991 die Restriktionen zur Einfuhr von Rindfleisch gelockert wurden, gab dies der Popularität von Yakiniku selbstredend weiteren Auftrieb. Hingegen trübte der Ausbruch von BSE Anfang der 2000er zeitweilig die Freude am Fleischgenuss in Japan.
1993 wurde von der All Japan Yakiniku Association der 29. August zum offiziellen „Yakiniku Day“ (yakiniku no hi) ausgerufen. Dies bezieht sich auf ein Wortspiel in der japanischen Sprache, da das Datum 8月29日 mit etwas Fantasie wie ya-(tsu)ki-ni-ku-(no)-hi (8 = ya, Monat = tsuki, 2 = ni, 9 = ku) ausgesprochen werden kann.

## Methoden

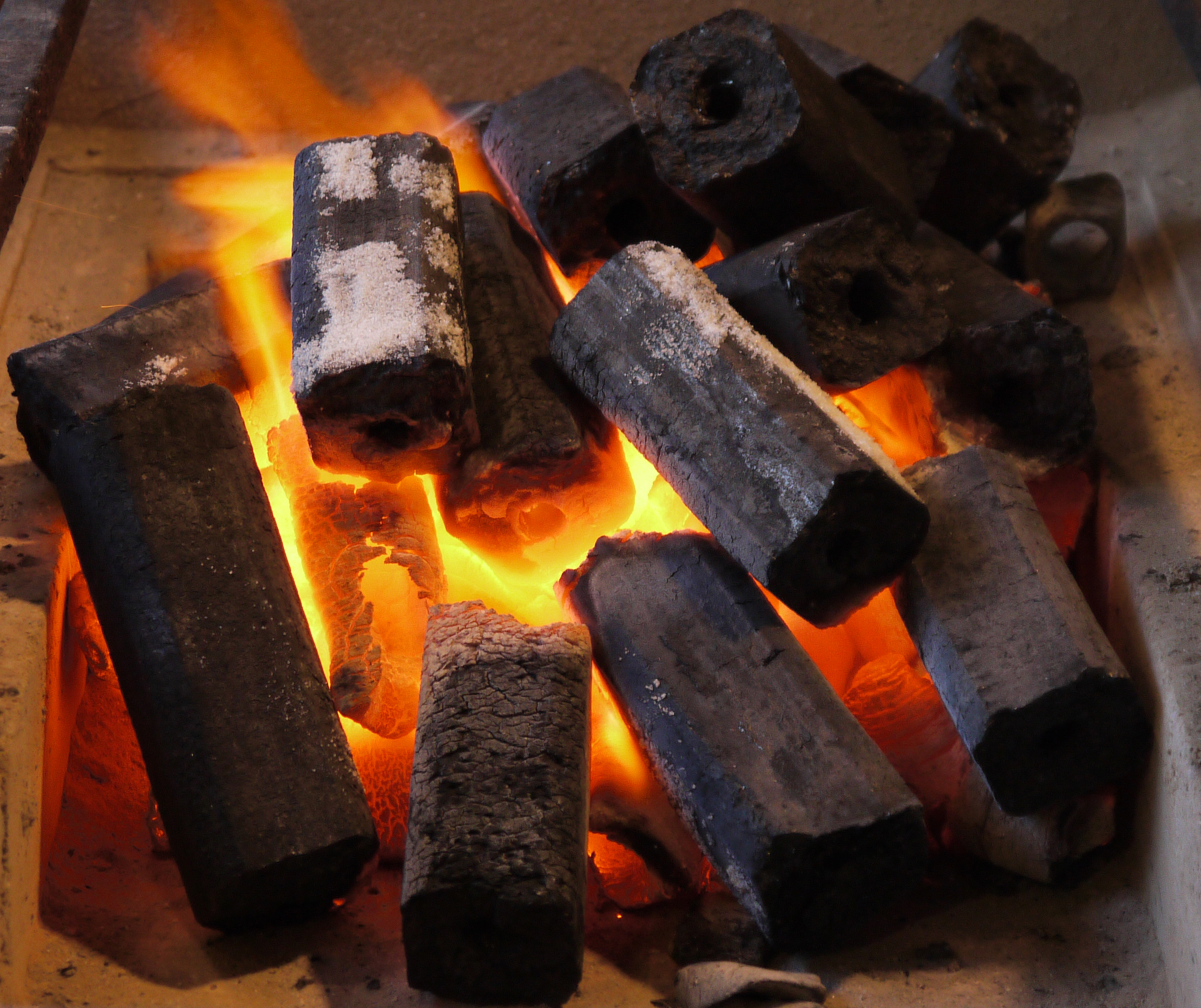
Ogatan, japanische Holzkohlebriketts aus Sägespänen.

Die heute verbreiteten Yakiniku-Restaurants stammen von den koreanischen Restaurants in Osaka und Tokio ab, die dort ab 1945 eröffneten. In diesen Lokalen kann der Kunde rohe Zutaten – im Allgemeinen Rindfleisch oder Innereien sowie Gemüse – einzeln oder als Set bestellen, die dann am Tisch serviert werden. Danach gart man die Zutaten auf einem Grill, der auf dem Tisch steht oder in diesen integriert ist. Hierzu wird ein Holzkohlenfeuer (sumibi, 炭火) oder ein Elektro- bzw. Gasgrill genutzt. Vor dem Verzehr wird das Grillgut in Saucen (tare) getunkt. Diese Saucen bestehen meist aus einer Mischung von Sojasauce, Sake, Mirin, Zucker, Knoblauch, Fruchtsaft und Sesam. Oft reicht man koreanische Beilagen wie Kimchi, Nameul oder Bibimbap zum Hauptgang.
Auch kann Yakiniku bei Festivals (matsuri) auf der Straße oder sogar in den eigenen vier Wänden stattfinden. Ein beliebter Grill dafür ist der Shichirin, da er kompakt und einfach zu bedienen ist und dabei Essen über mehrere Stunden lang garen kann.

## Verbreitete Yakiniku-Varianten
Mit Jingisukan (ジンギスカン, die japanische Transliterierung von Dschingis Khan) ist eine Art der Zubereitung von gegrilltem Hammel gemeint. Dieses Gericht wurde in Hokkaido erfunden, wo es besonders unter der Arbeiterklasse beliebt war und sich von dort über das ganze Land verbreitete. Erstmals wird Jingisukan im Jahr 1931 erwähnt. Man schreibt es dem in Sapporo lebenden Tokuzo Komai zu, welcher sich von den gegrillten Hammelgerichten aus dem nordöstlichen China inspirieren ließ.

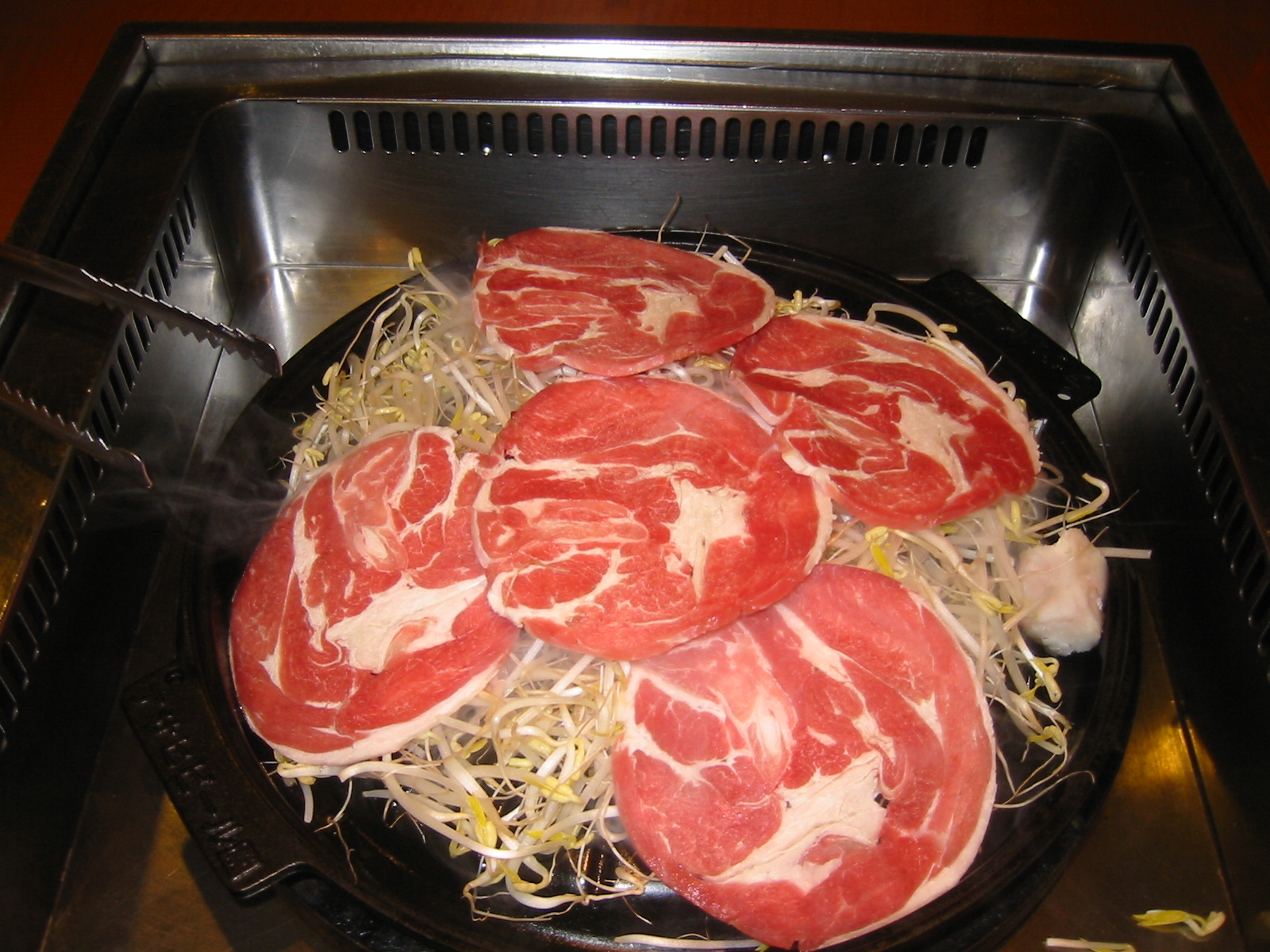
Jingisukan.

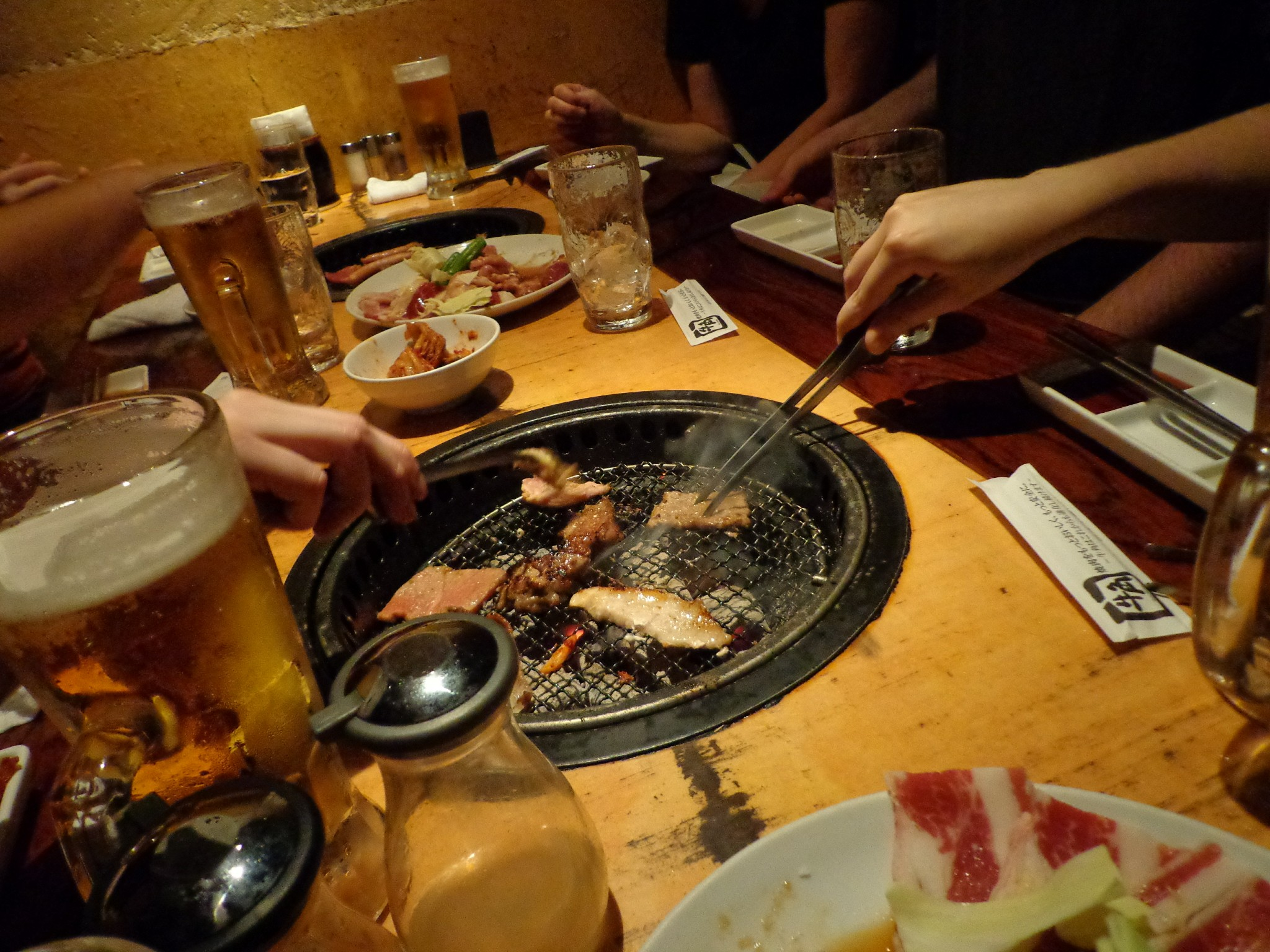

Weitere verbreitete Formen sind auch noch:
- mit Rind
  - Rōsu – Stücke vom Karree
  - Karubi oder baraniku – kurze Rippchen. Das Wort stammt vom koreanischen galbi. Meistens in Japan ohne Knochen serviert, andernfalls wird es als hone-tsuki-karubi bezeichnet.
  - Harami (ハラミ) – zartes Fleisch vom Zwerchfell.
  - Tan – Rinderzunge. Das Wort stammt vom englischen tongue. Meistens mit gehackten Frühlingszwiebeln, Salz und Zitronensaft gereicht.
  - Misuji – zarte Schulter.
- mit Schwein
  - Butabara – Schweinebauch.
  - P-toro oder Tontoro – fettes Fleisch von der Wange und dem Nacken.
- mit Innereien (horumon oder motsu. Horumon bedeutet Weggeworfenes im Kansai-Dialekt.)
  - Rebā – Rinderleber. Das Wort stammt vom deutschen Wort Leber.
  - Tetchan – Darm. Das Wort stammt vom chinesischen da chang (大肠). Gehört zu horumon.
  - Hatsu – Herz. Das Wort stammt vom englischen heart.
  - Kobukuro – Schweineuterus. Beliebt aufgrund der knorpeligen Textur.
  - Tēru – Rinderschwanz mit Knochen. Das Wort stammt vom englischen tail.
  - Mino oder Hachinosu – Rinderkutteln.
  - Gatsu – Schweinemagen. Das Wort stammt vom englischen gut.
- Huhn
- Meeresfrüchte – Tintenfisch, Muscheln, Garnelen.
- Gemüse – Paprikaschoten, Karotten, Shiitake und andere Pilze, Zwiebeln, Kohl, Auberginen, Sojasprossen, Knoblauch und Kürbis werden gerne verwendet.